# Guatteria hirsuta
Guatteria hirsuta är en kirimojaväxtart som beskrevs av Hipólito Ruiz López och Pav.. Guatteria hirsuta ingår i släktet Guatteria och familjen kirimojaväxter. Inga underarter finns listade i Catalogue of Life.